# Al-Mughraqa
Al-Mughraqa (àrab: المغراقة, al-Muḡrāqa), també coneguda com a Abu Middein, és una vila palestina de la governació de Gaza situada 6 km al sud-oest de Gaza. Segons l'Oficina Central d'Estadístiques de Palestina (PCBS), al-Mughraqa tenia 5.075 habitants el 2006. El nom alternatiu de la vila, Abu Middein, deriva de la tribu de beduïns Abu Middein que habitava a l'àrea, com a part de la confederació tribal al-Hanajreh.